# Andrea Filser
Andrea Filser (25 de marzo de 1993) es una deportista alemana que compitió en esquí alpino, especialista en la modalidad de eslalon. Ganó una medalla de bronce en el Campeonato Mundial de Esquí Alpino de 2021, en la prueba de equipo mixto. 

## Palmarés internacional
| Campeonato Mundial | Campeonato Mundial         | Campeonato Mundial | Campeonato Mundial |
| Año                | Lugar                      | Medalla            | Prueba             |
| ------------------ | -------------------------- | ------------------ | ------------------ |
| 2021               | Cortina d'Ampezzo (Italia) | Medalla de bronce  | Equipo mixto       |